# Боле-тангале
Боле-тангале (также боле-тангле, боле, языки группы A.2; англ. bole-tangale, bole, west chadic A.2) — группа языков, входящая в состав западночадской подветви западночадской ветви чадской семьи. Область распространения — северо-восточные и центральные районы Нигерии (штаты Баучи, Йобе, Гомбе, Тараба, Адамава и Борно). Делится на две подгруппы — боле и тангале, включающие около 20 языков, в числе которых боле (болева, боланчи), гера, карекаре, тангале, нгамо, перо, дера, кирфи (гииво) и другие. Общая численность говорящих — порядка 980 000 человек.
Наряду с группой боле-тангале (или A.2) в составе западночадской подветви (или подветви A) выделяют группы хауса (или A.1), ангасскую (или A.3) и рон (или A.4). В ряде классификаций языки боле-тангале и ангасские языки объединяются в одну группу боле-ангас (боле-нгас).
На языках боле, карекаре, нгамо, тангале, перо, дера и пийя-квончи развивается письменность на основе латиницы, остальные языки бесписьменные.

## Классификация
В классификации чадских языков американского лингвиста Пола Ньюмана в группу боле-тангале (боле — по терминологии автора) включаются языки беле, боле (боланчи), дено (куби), галамбу, гера, герума, канакуру (дера), карекаре, кирфи, купто, квами, маха, нгамо, перо, пийя (вуркум) и тангале.
Состав группы боле (боле-тангале) согласно классификации афразийских языков британского лингвиста Роджера Бленча:
- (a, северные):
  - (i) карекаре;
  - (ii) гера, герума, дено, буре, куби, гииво (кирфи), галамбу, даза;
  - (iii) боле, нгамо, маака (маха), бееле;
- (b, южные):
  - (i) кваами, перо, пийя-квончи, кхолок, ньям, годжи (куши), кутто, тангале;
  - (ii) дера (канакуру).

Роджер Бленч объединяет языки боле-тангале и ангасские языки в группу боле-нгас (боле-ангас).
Состав группы A.2 (боле-тангале) в соответствии с классификацией, представленной в справочнике языков мира Ethnologue:
- боле:
  - собственно боле: бееле, боле, буре, дено, галамбу, гера, герума, гииво (кирфи), кхолок, куби, маака (маха), нгамо, ньям;
  - карекаре: карекаре;
- тангале:
  - дера: дера;
  - собственно тангале: куши, кутто, кваами, перо, пийя-квончи, тангале.

Разделение языков боле-тангале на две подгруппы согласно исследованиям чешского лингвиста Вацлава Блажека:
- боле, нгамо, маха, гера, кирфи, галамбу, карекаре, герума, дено, куби, беле;
- тангале, перо, дера.

В классификации Вацлава Блажека языки боле-тангале объединяются с ангасскими языками в одну группу, противопоставленную группам хауса и рон.
В классификации, основанной на работах Пола Ньюмана, Рассела Шуха и Ульрике Цох (в базе данных по языкам мира Glottolog), представлены следующие языки и диалекты:
- боле:
  - карекаре (биркай, джалалам, кварта матачи);
  - ядерные боле:
    - галамбу-беле:
      - галамбу;
      - кирфи-беле:
        - гииво (кирфи);
        - нгамо-беле: боланчи-беле (бееле, ядерные боле), нгамо;

    - гера-герума-куби-дено:
      - гера-герума: гера, герума (дуурум, гамсава, сум);
      - куби-дено: дено, куби.

  - неклассифицированные: буре, кхолок (включая куншену), маака (маха), ньям;
- тангале:
  - дера (гаси, шани, шеллен);
  - тангале
    - куши;
    - перо;
    - пийя-квончи (пийя, квончи);
    - тангале-квами-купто:
      - квами-купто: кутто, кваами;
      - ядерные тангале (билири, калтунго, шонгом, туре).

В классификации, опубликованной в работе С. А. Бурлак и С. А. Старостина «Сравнительно-историческое языкознание», в состав группы боле-тангале включаются языки карекаре, гера, герумава (герума), дено, куби, кирфи, галамбу, боле (болева), квам (беле), нгамо, маха, перо, пийя-квончи (вуркум), куши, чонге, тангале, дера (канакуру) и шеллен. Как самостоятельные языки отмечены идиомы чонге и шеллен. Во всех остальных классификациях чадских языков они рассматриваются как диалекты языков куши (чонге) и дера (шеллен).

## Ареал и численность
Языки группы боле-тангале распространены в северо-восточной и центральной Нигерии. Языки боле занимают северную (северо-западную) часть общего ареала группы, языки тангале — южную (юго-восточную). Ареал языков боле-тангале состоит из разрозненных частей: в западной части ареала, расположенной в центральных районах штата Баучи, распространены языки герума, гера, дено, куби, буре, кирфи, галамбу, бееле и даза (все из подгруппы боле); в восточной части ареала, отделённой от западной территорией расселения носителей языка хауса, распространены все остальные языки — на северо-востоке, на границе штатов Йобе, Баучи и Гомбе, расположены ареалы языков подгруппы боле — карекаре, нгамо, боле и маха, а также ареал языка кутто подгруппы тангале; на юго-востоке, на границе штатов Гомбе и Тараба, расположены ареалы языков подгруппы тангале — кваами, тангале, перо, куши и пийя-квончи, а также ареалы языков кхолок и ньям подгруппы боле. Несколько в стороне от остальных языков тангале, на границе штатов Адамава и Борно, размещён островной ареал языка дера.

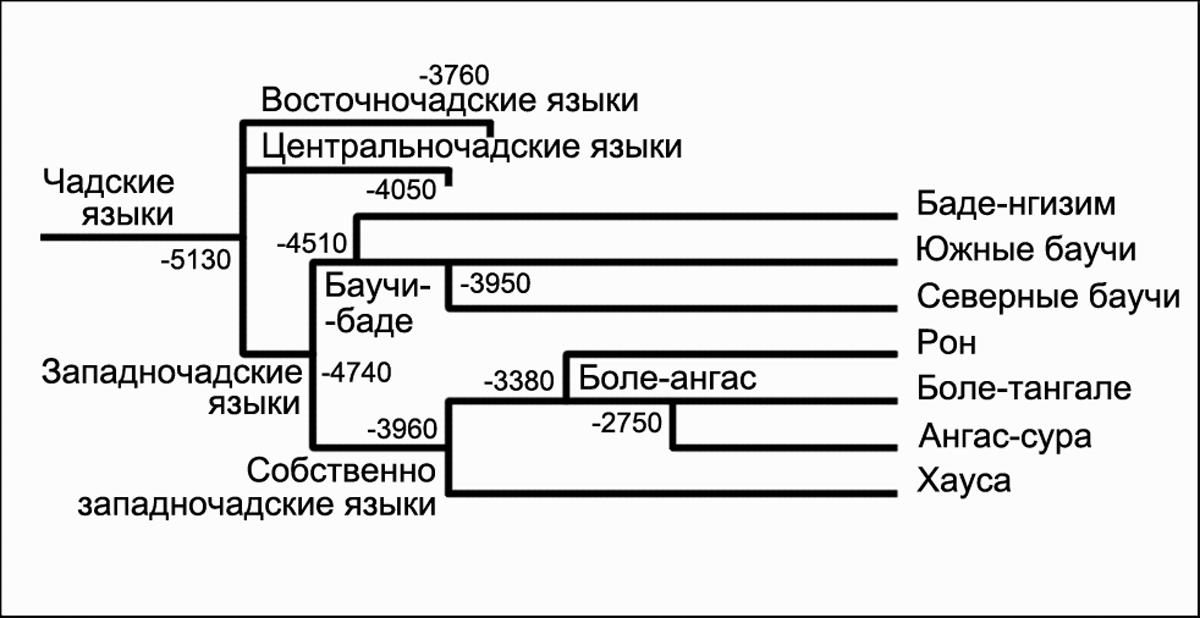
Схема расхождения трёх ветвей чадской семьи языков, включая распад подветвей и групп западночадской ветви

Общая численность говорящих на языках боле-тангале по оценкам разных лет составляет около 980 000 человек (из них — на языках боле — около 780 000, на языках тангале — около 200 000). Наиболее распространёнными по числу носителей являются языки боле (250—300 тыс. чел.), гера (200 тыс. чел., 1995), карекаре (150 тыс. чел., 1993), тангале (130 тыс. чел., 1995), нгамо (60 тыс. чел., 1993), перо (25 тыс. чел., 1995) и дера (20 тыс. чел., 1973).
Численность носителей остальных языков не превышает 10 000 — 15 000 человек.

## История
На схеме Г. С. Старостина (2010), которую приводит Вацлав Блажек в своей статье Afro-Asiatic linguistic migrations: linguistic evidence, показано время разделения ветвей, подветвей и групп чадских языков. Согласно этой схеме, опирающейся на данные лексикостатистики, наиболее близкими к боле-тангале являются ангасские языки — их распад произошёл около 2750 г. до н. э., разделение языков боле-ангас и языков рон произошло в 3380 г. до н. э., отделение группы хауса от всего остального собственно западночадского ареала (потомками которого являются языки рон, боле-тангале и ангасские) произошло около 3960 г. до н. э.